# Esmeralda (cràter)
Esmeralda és un cràter d'impacte en el planeta Venus de 9,8 km de diàmetre. Porta el nom d'un antropònim romaní, i el seu nom va ser aprovat per la Unió Astronòmica Internacional el 1997.